# Gülşah Kocatürk
Gülşah Kocatürk (Esmirna, 1 de enero de 1986) es una deportista turca que compitió en judo. Ganó una medalla de bronce en el Campeonato Europeo de Judo de 2009 en la categoría de +78 kg.
Participó en los Juegos Olímpicos de Londres 2012, donde finalizó novena en la categoría de +78 kg.

## Palmarés internacional
| Campeonato Europeo | Campeonato Europeo | Campeonato Europeo | Campeonato Europeo |
| Año                | Lugar              | Medalla            | Categoría          |
| ------------------ | ------------------ | ------------------ | ------------------ |
| 2009               | Tiflis (Georgia)   | Medalla de bronce  | +78 kg             |